# Витебское княжество
Ви́тебское кня́жество — в XII—XIV вв. удел Полоцкого княжества на Руси, с XIV в. в Литве. В основном, его территория в настоящее время входит в состав Витебской области Беларуси. Столица — Витебск.

## История
Со смертью Всеслава Брячиславича Полоцкого в 1101 году и разделением его владений на семерых сыновей было образовано удельное княжество со столицей в Витебске. Витебск достался Святославу, который стал первым витебским князем. После того как Полоцкую землю разорил Мстислав Великий, Святослав был отправлен в Византию, а витебский стол отошёл к его сыну Василько. Воспользовавшись ситуацией, он занял также и Полоцк и оставался полоцким князем до 1144 года.
В 1139 в Полоцкую землю вернулись сосланные князья, и витебские Васильковичи начали борьбу за Полоцк с минскими Глебовичами и друцкими Рогволодовичами. В этой борьбе витебским князьям дольше других удавалось удерживать за собой Полоцк: в XIII в. в Полоцке княжило 4 представителя Витебска. Тогда княжество вело оживлённую торговлю с Ригой и рядом немецких городов. В 1229 году был заключён торговый договор с Ригой и Готландом — «Смоленская торговая правда».
В 1165—1167 вследствие феодальных усобиц Витебское княжество постепенно начало терять значение и попало под власть смоленских князей. Однако это подчинение было недолгим, и Витебск вновь обрёл независимость.
В конце XII — первой половине XIII веков Витебская земля попала в сферу влияния литовских князей, а в середине XIII в. — Великого княжества Литовского. Точно не известно, кто стал преемником витебского князя Брячислава Васильковича, когда тот стал князем полоцким в 1232 году. Когда Брячислав умер, в Полоцке стал править литовский князь Товтивил, а в Витебске — его сын Константин и его сын Михаил. Хотя потом в Витебск снова вернулись прежние князья, династические связи с великими князьями литовскими стали постоянными.
Последним удельным витебским князем был Ярослав Василькович, дочь которого Мария была замужем за литовским князем Ольгердом. Ярослав Василькович умер в 1320 году, не имея наследников мужского пола, после чего Витебское княжество, потеряв независимость, было включено в состав Великого княжества Литовского. По смерти Ольгерда досталось в удел его сыну Свидригайле; окончательно ликвидировано в результате т. н. витебской войны 1390-х гг.

## Территориальный состав
В состав Витебской земли по состоянию на момент упразднения княжества входили:
- Озерищенское староство (подчинено великому князю)
- Усвятское староство (подчинено великому князю)
- Оршанское староство (подчинено великому князю)
- непосредственно Витебская земля (федеративный статус на основе привилеев)
- Велижское староство (федеративный статус на основе привилеев)
- Друцкое княжество (вассал великого князя)